# Alimănești
Alimănești – wieś w Rumunii, w okręgu Aluta, w gminie Izvoarele. W 2011 roku liczyła 2347 mieszkańców.